# Drapeau de la Tunisie
Vous lisez un « bon article » labellisé en 2008.
Le drapeau de la Tunisie (arabe : علم تونس), emblème national tunisien, est majoritairement rouge et comporte, en son milieu, un disque blanc où figure un croissant rouge qui entoure une étoile à cinq branches, formant tous deux le symbole islamique. Le 20 octobre 1827, Hussein II Bey décide de sa création qui est effective en 1831. Il reste officiel durant le protectorat français et la Constitution du 1er juin 1959 lui confirme la fonction de drapeau national de la République tunisienne. Mais il faut attendre le 30 juin 1999 pour que ses proportions et ses motifs soient clairement précisés au niveau de la loi.

## Histoire

### Étendards antérieurs
Jusqu'au milieu du XVIIIe siècle, les étendards flottant à Tunis ou au sommet des navires qui lui appartiennent sont peu clairs. On peut toutefois distinguer, au travers de diverses sources, certaines constantes comme la présence d'un croissant à orientation variable et la présence des couleurs rouge, blanche, bleue et verte. Par la suite, et jusqu'au début du XIXe siècle, un étendard composé de bandes horizontales bleue, rouge et verte identifie de façon plus stable la régence ottomane de Tunis. Ce type d'étendard à multiples bandes et à contours irréguliers flottant en haut des navires d'Afrique du Nord est toutefois courant et il semble que des drapeaux similaires étaient utilisés sur le continent mais avec des couleurs et des dispositions différentes.
Par ailleurs, selon Ottfried Neubecker, le bey de Tunis possédait aussi son propre étendard. Celui-ci semble avoir été plus qu'une simple bannière personnelle, puisqu'il a flotté sur le palais du Bardo, la kasbah de Tunis et les navires de la marine tunisienne, qu'il apparaissait également au centre des armoiries beylicales et qu'il fut utilisé à diverses occasions — dont la proclamation de la Constitution ottomane le 21 mars 1840 — jusqu'à l'abolition de la monarchie beylicale le 25 juillet 1957,.
Peut-être introduit par Hussein II Bey, bien que certaines sources le fassent remonter au XVe siècle, il s'agit d'un drapeau rectangulaire divisé en neuf bandes, celle du milieu étant d'une largeur double et de couleur verte alors que les autres sont alternativement jaunes et rouges. La bande verte contient en son centre l'épée d'Ali, un poignard à deux branches de couleur blanche avec un manche multicolore. Quant aux bandes jaunes et rouges, elles abritent cinq symboles équidistants dont l'ordre se répète alternativement dans une bande sur deux. Ces symboles se divisent en deux catégories : une étoile à six branches contenant un disque d'une couleur différente — étoile rouge et disque vert ou étoile blanche et disque bleu — et un disque contenant un plus petit disque d'une autre couleur — disque principal bleu avec petit disque rouge ou disque principal vert avec petit disque jaune — situé dans sa partie inférieure droite. La première bande jaune contient trois étoiles rouges et deux disques bleus. La seconde bande contient trois disques verts et deux étoiles blanches. La troisième est identique à la première, à l'exception d'une étoile de couleur blanche en son centre, alors que la quatrième est identique à la seconde. La section inférieure du drapeau reprend cette disposition générale, à part l'étoile centrale de la troisième ligne qui est rouge avec un disque vert.

Drapeaux avant le XIXe siècle
Étendard de la période des Hafsides (1230-1574).
Étendard alternatif de la période des Hafsides.
Étendard de la période ottomane (1685).
Étendard de la période des Husseinites (1705-1831).
Drapeau du beylicat de Tunis (1831-1881).

### Origine du drapeau actuel
Plusieurs pays musulmans de la côte sud de la mer Méditerranée utilisent un drapeau à dominance rouge s'inspirant du drapeau de l'Empire ottoman,. Dans le cas de la Tunisie, c'est à la suite de la destruction de la division navale tunisienne lors de la bataille de Navarin, le 20 octobre 1827, que le souverain husseinite Hussein II Bey décide la création d'un drapeau à utiliser par la flotte tunisienne, pour la distinguer des autres flottes, et lui ajoute un disque blanc, en plus du croissant et de l'étoile, symboles déjà présents dans les bijoux, l'art et l'architecture tunisiens. C'est la circonstance de la naissance du drapeau qui, créé en 1831 ou en 1835, selon les sources, n'est officialisé par Ahmed Ier Bey qu'en 1837.
L'étoile du drapeau tunisien est à cinq branches. Le drapeau ottoman de l'époque (introduit en 1793) arbore plutôt une étoile à huit branches, l'adoption d'une étoile à cinq branches n'intervenant qu'en 1844. Depuis, la Tunisie possède ce drapeau qui ressemble au drapeau de la Turquie, inspiré de celui de l'Empire ottoman. Il s'en démarque toutefois par l'inversion des couleurs du croissant et de l'étoile dans un disque blanc et le positionnement de ces deux emblèmes : sur le drapeau turc, ils sont apposés l'un à côté de l'autre et excentrés alors que, sur le drapeau tunisien, l'étoile est encerclée par le croissant dans un disque situé au centre du drapeau.

### Protectorat français

Drapeau parfois utilisé durant le protectorat français.

Durant le protectorat français de Tunisie, « les autorités françaises ne portent aucune modification sur le drapeau tunisien ». Pourtant, le numéro 195 du Flag Bulletin publié à l'automne 2000 fait référence à l'utilisation durant le protectorat français d'un drapeau comportant dans le coin supérieur gauche (canton) un drapeau de la France. Il aurait toutefois été « non officiel » et utilisé durant une courte période. Dans le même sens, Whitney Smith, indique qu'une « modification non officielle du drapeau national tunisien, utilisé durant quelques années, ajouta le tricolore français sur son tracé comme canton ». Il complète ainsi son propos : 
« La Tunisie, un protectorat français, garda son drapeau national sur terre et sur mer. Toutefois, à la fin du XIXe siècle ou au début du XXe siècle, une version non officielle du drapeau fut utilisée avec un canton tricolore. En 1925, une proposition formelle fut faite pour officialiser ce drapeau mais aucune action ne fut prise. Le drapeau, figurant sur la couverture de ce numéro [du Flag Bulletin], n'apparaît pas avoir été illustré dans aucune source vexillologique. »
La confusion viendrait d'un numéro du quotidien français Le Petit Journal, publié le 24 juillet 1904 à l'occasion de la visite du bey de Tunis en France, qui reproduit une illustration montrant ce drapeau utilisé alors que le bey visite l'Hôtel de ville de Paris. Mais il n'est pas sûr que le journaliste ait assisté à la scène. Il aurait pu consulter une source montrant ce drapeau et le reproduire par erreur.

### Drapeaux proposés

Drapeau prévu pour la République arabe islamique d'après la description figurant dans un ouvrage de Tahar Belkhodja.

Le projet d'union entre la Tunisie et la Libye, en 1973-1974, faillit mener à l'unification de la Tunisie et de la République arabe libyenne. À l'issue d'un entretien entre Habib Bourguiba et Mouammar Kadhafi, le ministre tunisien des Affaires étrangères Mohamed Masmoudi lit une déclaration commune : 
« Les deux pays formeront une seule république, la République arabe islamique, dotée d'une seule Constitution, d'un seul drapeau, d'un seul président, d'une seule armée et des mêmes organes exécutif, législatif et judiciaire. Un référendum sera organisé le 18 janvier 1974. »
 Mais, face aux oppositions qui se font jour aussi bien au sein du régime qu'à l'étranger, Bourguiba est contraint de faire marche arrière et d'abandonner le projet en prétextant l'inconstitutionnalité du référendum.

Le drapeau lui-même aurait repris les couleurs du drapeau de la Libye, flottant entre 1972 et 1977, mais le faucon présent au centre de ce même drapeau aurait été remplacé par l'étoile et le croissant rouge tunisien, tel que le traité de l'union le décrit : 
« Drapeau : l'étoile et le croissant tunisiens au milieu du blanc, puis le rouge et le noir. »

## Description

Construction détaillée du drapeau avant 1999.

Le drapeau tunisien est défini dans l'article 4 de la Constitution du 1er juin 1959 en ces termes : 
« Le drapeau de la République tunisienne est rouge, il comporte, dans les conditions définies par la loi, en son milieu, un disque blanc où figure une étoile à cinq branches entourée d'un croissant rouge. »
 Le texte est légèrement remanié dans l'article 4 de la Constitution du 10 février 2014 en ces termes : 
« Le drapeau de la République tunisienne est rouge, en son milieu se trouve un disque blanc où figure une étoile rouge à cinq branches entourée d'un croissant rouge tel que prévu par la loi. »

Construction détaillée d'après la loi de 1999.

La loi organique no 99-56 du 30 juin 1999, adoptée le 3 juillet par la Chambre des députés, officialise pour la première fois le drapeau tunisien au niveau de la loi, précisant ainsi l'article 4 de la Constitution. Celle-ci indique qu'il a la forme d'un rectangle de couleur rouge dont la largeur est égale aux deux-tiers de sa longueur. Au milieu du drapeau est tracé un disque blanc dont le diamètre est égal au tiers de la longueur du rectangle et dont le centre est situé sur le point d'intersection des diagonales du rectangle.
Dans le disque est tracée une étoile rouge de cinq branches dont le centre est situé sur la médiane horizontale, à la droite du centre du disque, et à une distance égale au trentième de la longueur du drapeau dans le sens opposé au côté attaché à la hampe.
Les extrémités des branches de l'étoile sont déterminées par un disque imaginaire ayant pour centre celui de l'étoile, son diamètre étant égal à 15 % de la longueur du drapeau. Les branches sont équidistantes, l'extrémité de l'une d'elles étant située sur la médiane horizontale du drapeau, à la gauche du centre du disque. L'étoile est entourée du côté de la hampe d'un croissant rouge constitué par l'intersection de deux arcs, un arc externe ayant pour centre celui du disque, et dont le diamètre est égal au quart de la longueur du drapeau, et un arc interne ayant pour centre celui de l'étoile et dont le diamètre est égal au cinquième de la longueur du drapeau.

Drapeau destiné au président de la République.

Par ailleurs, en haut du drapeau destiné au président de la République est inscrite en caractères dorés l'expression « pour la patrie », (للوطن). Le drapeau est attaché à une lance à pointe dorée sur laquelle sont gravés le disque, l'étoile et le croissant et sur laquelle est fixé un lacet où figure un petit drapeau.
L'article 4 précise la présence d'un dossier technique comportant un modèle du drapeau, ses différentes mesures, la manière de le tracer ainsi que les spécifications techniques de sa couleur,. Cette dernière peut être codifiée de la façon suivante :
| Construction    | Rouge     | Blanc       |
| --------------- | --------- | ----------- |
| Pantone Inc.    | 186       | Sans        |
| Rouge-vert-bleu | 206-17-38 | 255-255-255 |

## Symbolisme

Drapeau de la République tunisienne (1959-1999).

Pour l'ambassade de Tunisie en France, le fond rouge représente le sang des martyrs tombés durant la conquête par les Ottomans, en 1574, du territoire alors aux mains des Espagnols,. Une autre interprétation donnée est que « le rouge du drapeau beylical propage la lumière sur tout le monde musulman ». Le blanc symbolise la paix alors que le croissant représente l'unité de tous les musulmans et les branches de l'étoile les cinq piliers de l'islam.
Selon Ludvík Mucha (cs), le disque blanc situé au centre du drapeau représente le soleil. Le croissant rouge et l'étoile à cinq branches, deux anciens symboles de l'islam, s'inspirent du drapeau ottoman et figurent sur de nombreux drapeaux de pays islamiques. Le croissant de lune est, du point de vue d'un observateur arabe, censé apporter la chance. Quant à la couleur rouge, elle est devenue un symbole de la résistance contre la suprématie turque.
Selon Whitney Smith, le croissant est déjà utilisé sur les emblèmes, artefacts religieux et bâtiments de la Carthage punique. Lorsqu'il apparaît sur le drapeau ottoman, ce symbole est rapidement adopté par les autres pays musulmans comme symbole de l'islam, alors qu'il pourrait être à l'origine propre à la région. De même, le soleil se retrouve avec le croissant dans l'ancienne religion punique ; il est en particulier associé au signe de Tanit.

## Protocole

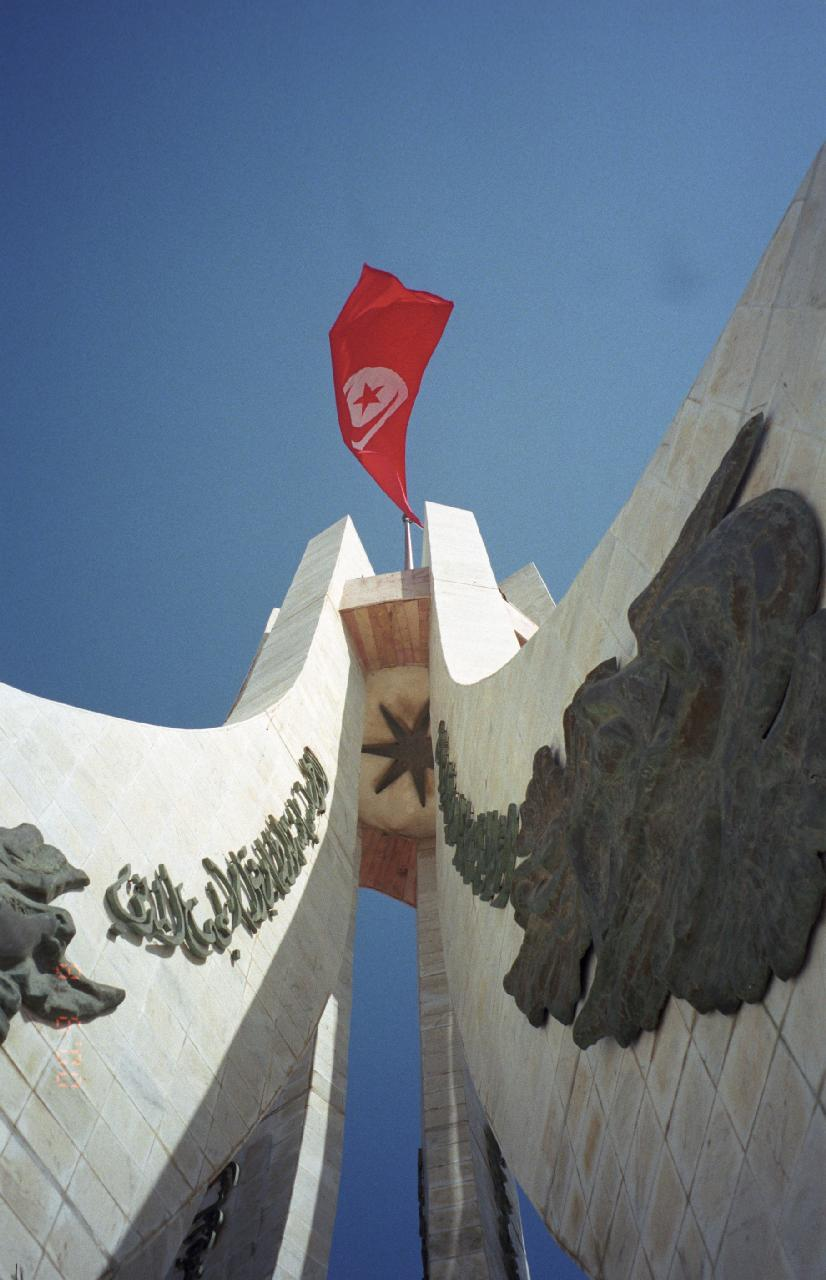
Drapeau hissé sur le Monument national de la Kasbah à Tunis.

Aujourd'hui, le drapeau tunisien est visible sur tous les bâtiments publics et militaires. Il flotte aussi sur les sièges des organisations régionales et internationales ainsi que sur les bâtiments abritant les représentations diplomatiques de la Tunisie. Le drapeau tunisien est déployé lors des commémorations nationales et les honneurs lui sont rendus selon un cérémonial bien précis. Par ailleurs, depuis septembre 1989, le salut au drapeau national est obligatoire dans tous les établissements scolaires tunisiens publics comme privés.
Les jours où la parade du drapeau dans les bâtiments publics est rendue obligatoire par la loi sont les suivants :
| Date                         | Nom                    | Notes                                                                                    |
| ---------------------------- | ---------------------- | ---------------------------------------------------------------------------------------- |
| 20 mars                      | Fête de l'Indépendance | Avènement de l'indépendance (1956), jour férié                                           |
| 9 avril                      | Journée des Martyrs    | Répression de manifestations nationalistes par les troupes françaises (1938), jour férié |
| 25 juillet                   | Fête de la République  | Proclamation de la république (1957), jour férié                                         |
| 15 octobre                   | Jour de l'Évacuation   | Départ des dernières troupes françaises de la base de Bizerte (1963), jour férié         |
| 17 décembre                  | Fête de la Révolution  | Déclenchement de la révolution (2010), jour férié                                        |
| Sources : Flags of the World |                        |                                                                                          |

L'article 129 du code pénal tunisien punit l'outrage fait « publiquement, par paroles, écrits, gestes ou de toute autre manière » au drapeau tunisien — mais aussi aux drapeaux étrangers — d'un an d'emprisonnement.

## Déclinaisons

Cocarde des équipements militaires tunisiens.

Les couleurs du drapeau sont reprises dans d'autres symboles de la Tunisie comme le blason qui, à son sommet, comporte un disque à bordure rouge dans lequel est inséré le croissant et l'étoile du drapeau. En outre, les équipements de l'armée tunisienne sont reconnues visuellement par la présence de la cocarde dans leur côté. De plus, certains partis politiques reprennent les couleurs du drapeau ou le drapeau lui-même, notamment le Rassemblement constitutionnel démocratique (RCD), le parti au pouvoir sous le président Zine el-Abidine Ben Ali et dissous après la révolution, dont le logo montrait quelques personnes brandissant le drapeau.
Par ailleurs, de nombreux timbres de la Poste tunisienne reprennent les motifs du drapeau qui rayonne « avec éclat » sur ces derniers.

## Désambiguïsation d'avec le Croissant rouge tunisien

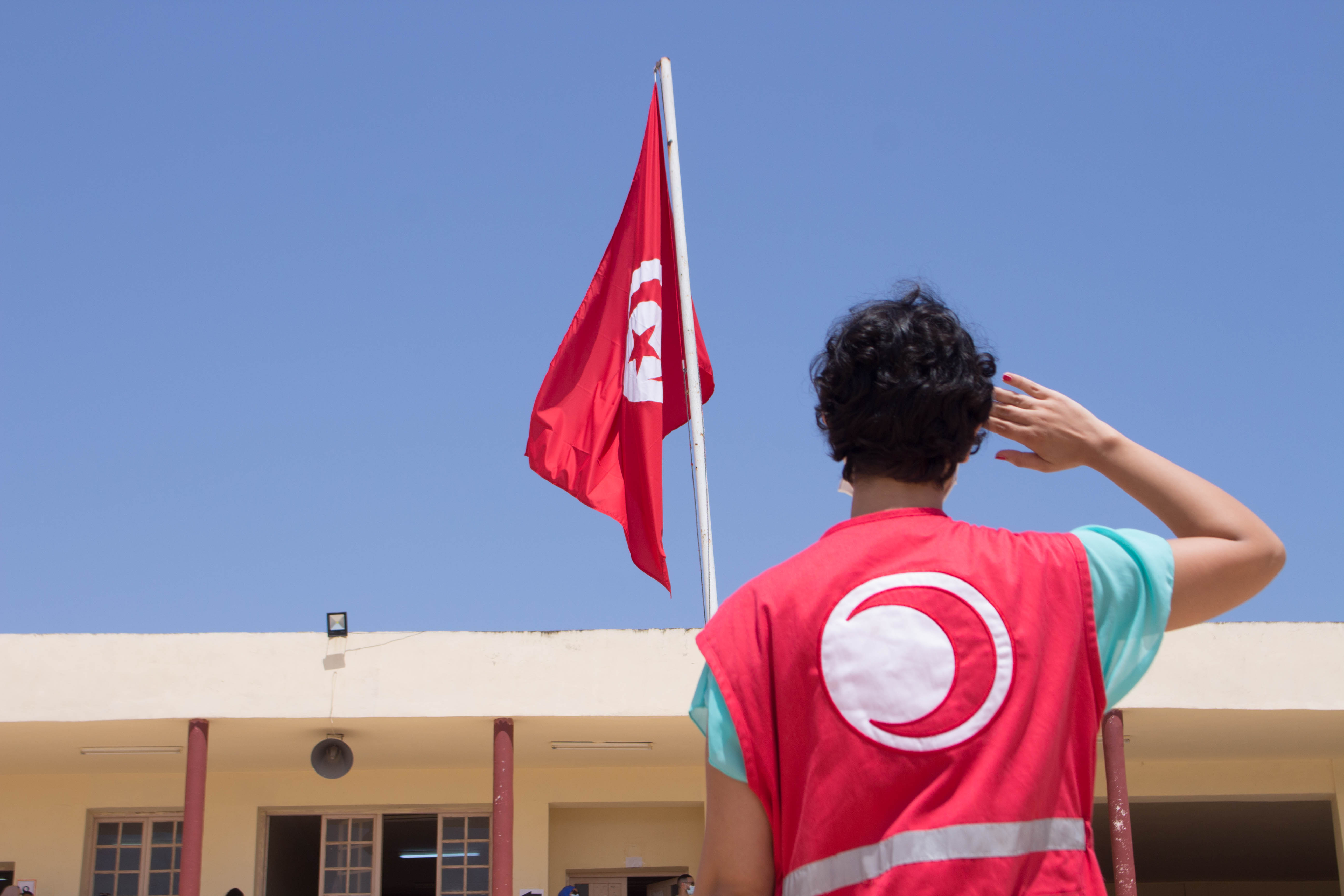
Logo du Croissant-Rouge tunisien tourné vers la gauche pour le distinguer de la cocarde militaire tunisienne.

Le Mouvement international de la Croix-Rouge et du Croissant-Rouge propose aux comités nationaux le choix entre trois symboles : une croix, un croissant ou un cristal rouge. Bien que l'emblème, inverse du drapeau suisse, n'ait au départ aucune association religieuse, les pays de population à majorité musulmane choisissent en général le symbole d'un croissant rouge tourné vers la droite pour éviter toute perception de signification religieuse associée à une croix. Or, en Tunisie, ce symbole serait difficile à distinguer de la cocarde apposée sur les équipements militaires : c'est pourquoi, vu l'importance de pouvoir distinguer clairement sur un champ de bataille la neutralité d'une ambulance ou du personnel par rapport à celui de l'armée, le Croissant-Rouge tunisien est le seul comité national dans le monde à avoir adopté comme logo un croissant tourné vers la gauche.